# Meeker (Colorado)
Meeker és una població dels Estats Units, seu del comtat de Rio Blanco, a l'estat de Colorado. Segons el cens del 2000 tenia 2.242 habitants.

## Demografia
Segons el cens del 2000, Meeker tenia 2.242 habitants, 919 habitatges, i 605 famílies. La densitat de població era de 297,5 habitants per km².
Dels 919 habitatges en un 33% hi vivien nens de menys de 18 anys, en un 54,4% hi vivien parelles casades, en un 8,9% dones solteres, i en un 34,1% no eren unitats familiars. En el 29,6% dels habitatges hi vivien persones soles el 12,4% de les quals corresponia a persones de 65 anys o més que vivien soles. El nombre mitjà de persones vivint en cada habitatge era de 2,39 i el nombre mitjà de persones que vivien en cada família era de 2,99.
Per edats la població es repartia de la següent manera: un 26,8% tenia menys de 18 anys, un 6,6% entre 18 i 24, un 25,4% entre 25 i 44, un 26,7% de 45 a 60 i un 14,5% 65 anys o més.
L'edat mediana era de 39 anys. Per cada 100 dones de 18 o més anys hi havia 92,2 homes.
La renda mediana per habitatge era de 34.479 $ i la renda mediana per família de 43.529 $. Els homes tenien una renda mediana de 36.026 $ mentre que les dones 18.242 $. La renda per capita de la població era de 17.647 $. Entorn del 9% de les famílies i l'11,4% de la població estaven per davall del llindar de pobresa.

## Poblacions més properes
El següent diagrama mostra les poblacions més properes.